# Around the Bend
Around the Bend es la última canción del álbum No Code, obra del grupo de rock Pearl Jam. Es una canción de cuna escrita por el cantante Eddie Vedder.
En la reseña de la revista Allmusic del álbum No Code, Around the Bend fue citada como una de las canciones que era "igual [a] las primeras obras maestras del grupo."
Una interpretación en vivo de Around the Bend puede ser encontrada en el álbum Live at Benaroya Hall.

## Significado de la letra
Eddie Vedder dijo sobre Around the Bend que él tenía ya la intención de escribir una canción de cuna, como si fuera una especie de ejercicio de escritura, sin embargo pensó: "bueno, tu no puedes tan sólo escribir una canción de cuna porque es demasiado dulce", por lo que cambiaría algunas frases al final. La canción fue pensada en el hijo del baterista Jack Irons.